# Granota
|  | Per a altres significats, vegeu «Granota (indumentària)». |

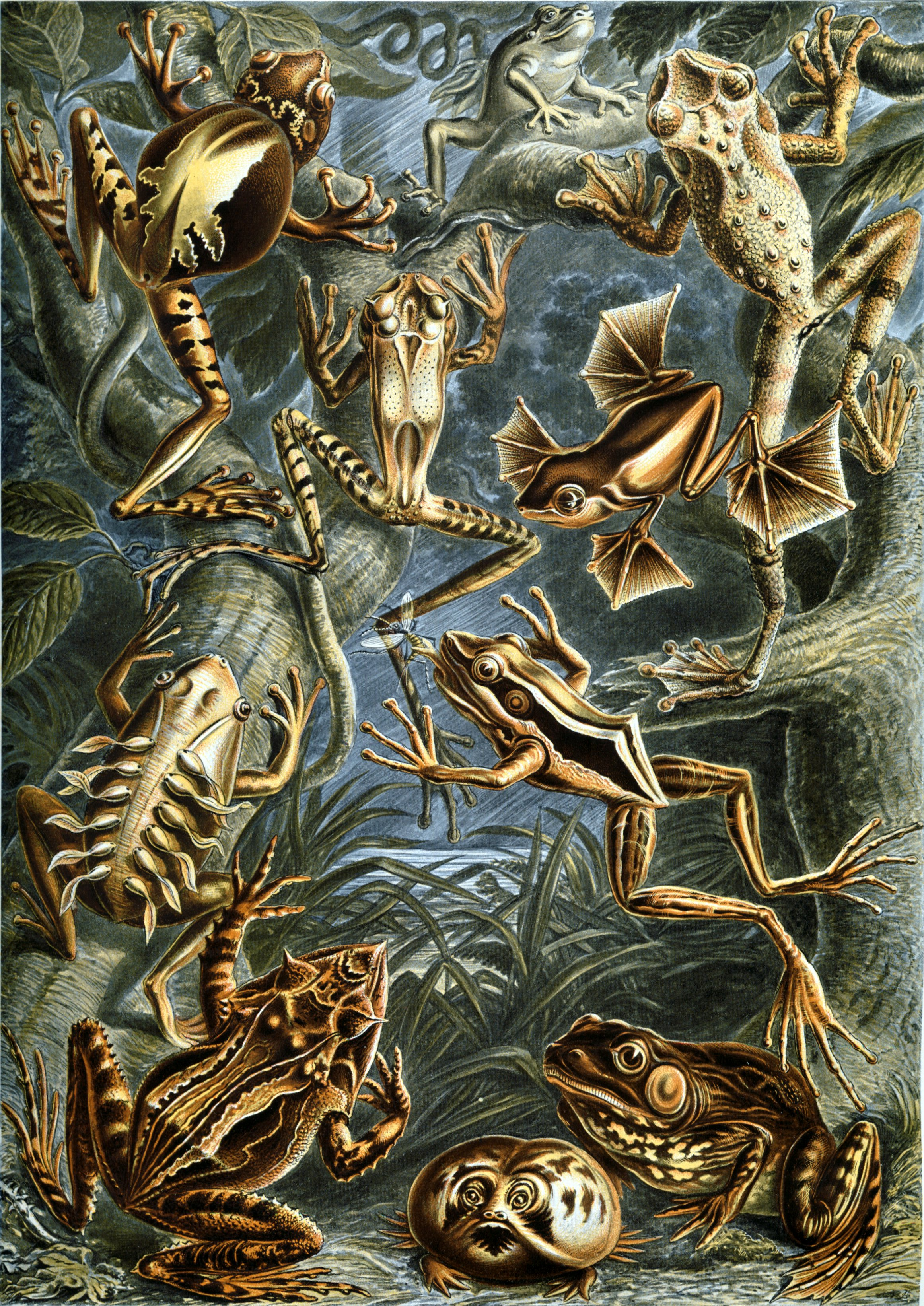
Il·lustració d'Ernst Haeckel (1904) Kunstformen der Natur, representant diferents espècies de granota.

Granota (o granot, granyota i, arcaicament i dialectalment rana) és el nom d'ús generalitzat per designar diversos amfibis de l'ordre dels anurs. Concretament, es refereix a tots els membres d'aquest ordre que no tenen la pell rugosa a l'esquena, ja que aquests se solen anomenar gripaus. Aquests amfibis viuen generalment a llocs d'aigües dolces com estanys i rius. Més del 90% de les espècies de granota pertanyen a la família Ranidae. Algunes espècies, com la granota verda (Pelophylax perezi), la granota comuna (Pelophylax ridibundus) i la granota vermella (Rana temporaria), són comunes a Catalunya i a Les Illes Balears. La granota vermella en realitat és de color bru rosat, sí que és vermella la granota saltadora (Rana dalmantina), que habita alguns indrets d'Europa.

## Descripció

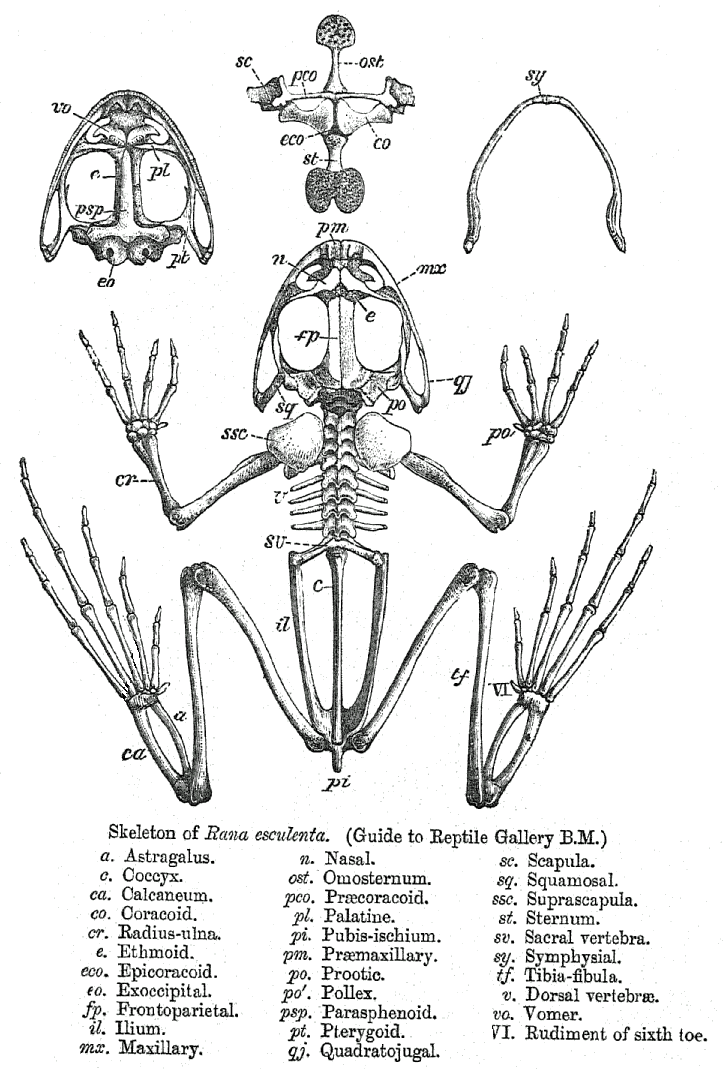
Esquelet de granota

Les granotes tenen una morfologia força peculiar car el cap i el tòrax formen una unitat indiferenciada. Amb el cap tan ample com llarg, els ulls sobresurten molt, amb la pupil·la vertical, la llengua protràctil i la mandíbula superior proveïda de dents. A Europa solen tenir entre 9 cm i 15 cm de llargada, però la més grossa del món, que habita Àfrica, té 33 cm de longitud i pesa 2 kg (granota goliat o Conraua goliath). El tronc és oval, amb els membres anteriors curts i els posteriors llargs, amb els dits units per una membrana. La pell és llisa i d'un color uniforme variable (verdosa, terrosa, negrenca, bruna) o bé amb taques.
D'altra banda el vertebrat més petit del món és l'espècie de granota de Nova Guinea Paedophryne amauensis, que es va descobrir l'any 2009.
El mascle té dos sacs vocals que produeixen el rauc característic. El seu mitjà de comunicació és mitjançant sons vocals produïts per la laringe. Solen tenir crides greus, o raucs. L'onomatopeia d'aquest so en català és: «roc-roc», i es diu que «rauquen».
La granota habita les aigües quietes, com ara estany, basses o pous, i també als torrents i rierols amb vegetació abundant. La reproducció té lloc durant la primavera, quan cada femella pon de cinc mil a deu mil ous envoltats d'una massa gelatinosa, que durant quatre mesos fan la metamorfosi i passen a capgròs i a adult. Segueixen la reproducció comuna de tots els amfibis, mitjançant ous sense closca els quals necessiten una humitat constant. A l'edat adulta no tenen pas cua, tenen una respiració dual, pulmonar i cutània, i tenen quatre potes a diferència de les etapes anteriors de l'espècie, com la del capgròs. A l'hivern es colguen en el fang i resten en letargia.
La granota té un genoma compost per 1.700 milions de bases químiques desplegades en 10 cromosomes i 1.700 gens.

### Granotes particulars
- Existeix una granota peluda (Trichobatrachus robustus), que presenta llargues vellositats que penetren en els vasos capil·lars i que hom creu que tenen un paper respiratori.[3]
- A Xile hi ha l'anomenada granota marsupial (Rhinoderma darwini). Aquesta granoteta de només tres centímetres de longitud aconsegueix fer salts de més de mig metre. A més, també és grimpadora.[4]
- A la Xina, Indoxina, les Filipines i les illes de la Sonda hi ha l'anomenada granota voladora (Racophorus sp), que fa uns vuit centímetres de longitud i que es caracteritza sobretot perquè té un replec cutani que va de l'angle posterior de l'ull fins a l'esquena, que pot recordar una mantell o capa o unes ales.[5]
- A Tailàndia, a la vall del riu Mekong, existeix una granota ullaluda (Limnonectes megastomias), amb llargs ullals, que, a més d'insectes, s'alimenta d'ocells.[6]
- A Indonèsia existeix una granota que té un nas punxegut i retràctil, que es dirigeix cap a dalt davant la crida del mascle i que es desinfla i apunta cap a sota quan està menys activa.[7]
- Algunes granotes americanes contenen verí, i a Costa Rica i l'Equador hi ha espècies que no el tenen, però copien (mimetitzen) l'aspecte de les verinoses per a protegir-se dels depredadors potencials.[8]

## Evolució
Les estructures dels segments de genoma de les granotes són de fa 360 milions d'anys i van ser part del genoma de l'últim ancestre comú de totes les aus, dinosaures i mamífers que alguna vegada han recorregut la terra. En particular, fa uns 360 milions d'anys va viure un avantpassat comú de la granota i de l'ésser humà.

## Usos
En alguns llocs, les granotes i altres amfibis no perillosos per a l'home es consideren eficaços per a fer desaparèixer o disminuir el nombre d'insectes, tot i que no s'afegeixen les granotes voluntàriament per a aquest ús. Altres usos que tenen o han tingut les granotes són:

### Gastronomia

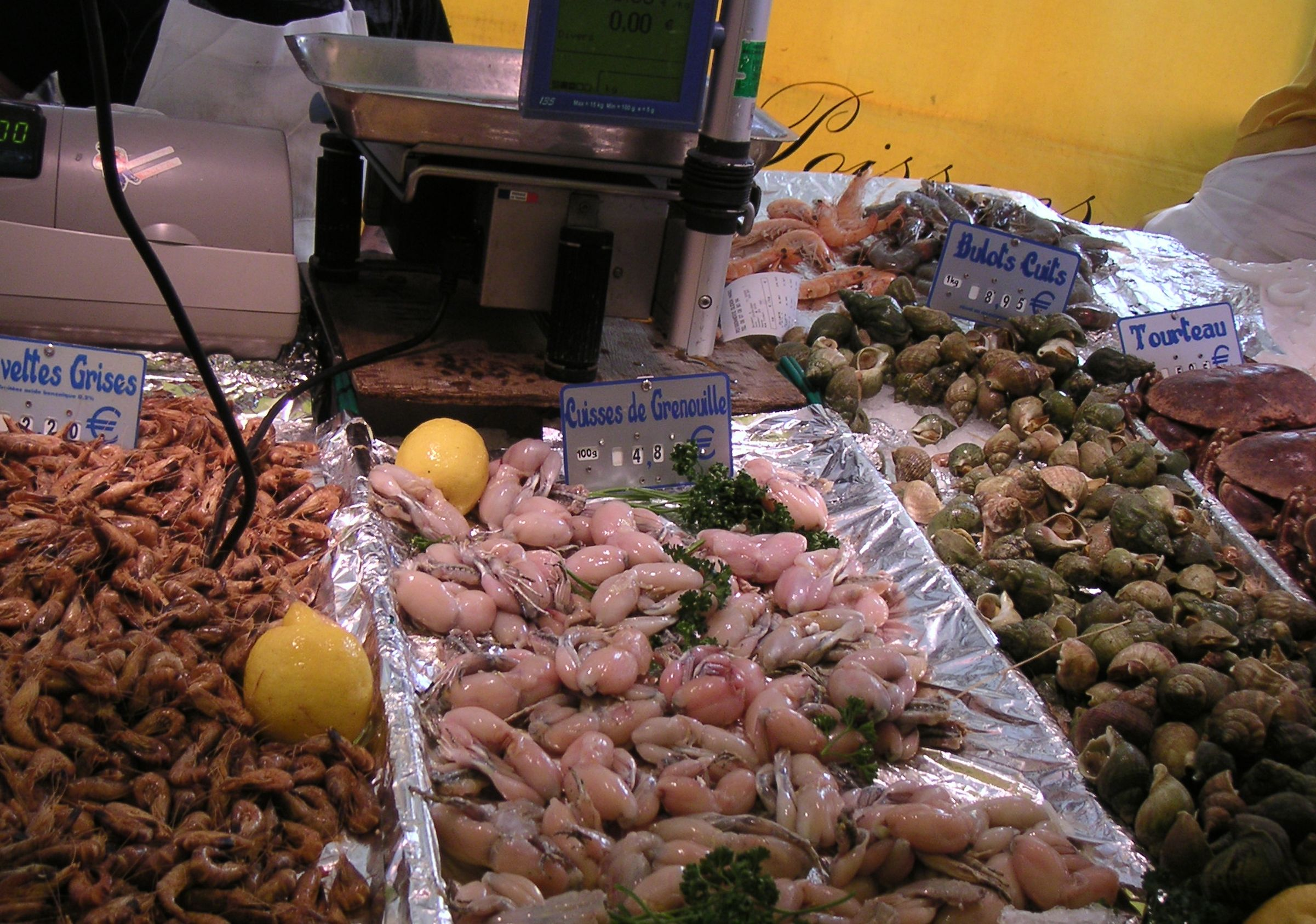
Granotes crues al mercat

Existeix una cinquantena d'espècies de granotes que es mengen o han estat menjades en diverses cultures (Mediterrània: Portugal, Espanya, França, Grècia, etc. sobretot a l'edat mitjana; Àsia: Xina i sud-est del continent; Amèrica: Estats Units, Costa Rica, etc.), tot i que en general s'han considerat un aliment de gent pobra, quan no es troba altra cosa i, per tant, de molt poc prestigi. No és un animal hallal (aliment permès a la religió musulmana) ni casher (a la religió jueva). A alguns països, com per exemple, França, amb el temps han sabut fer bandera d'aquesta menja i se serveix a certs restaurants turístics com a menjar «típic».
De les granotes, la part formada pel cap i el tòrax no conté prou carn per a ser aprofitable, de manera que usualment només es mengen les cuixes, que de fet és la part inferior de la granota, tallada per la cintura i deixant les dues potes unides. La pell no es menja, per això actualment se solen comprar ja pelades i tallades. Es mengen en preparacions senzilles, a la brasa, fregides o a la planxa, de vegades arrebossades o amb pasta de bunyol però no necessàriament. La recepta de granotes fregides amb all i julivert és coneguda com a granotes a la provençal però a Catalunya es fan tradicionalment de la mateixa manera. La seva carn és de textura suau i gust molt poc marcat, és a dir que és bastant insípida i a alguns els pot recordar el gust del pollastre. Per això se li poden afegir herbes o salses fortes per a donar-li gust. A França se solen menjar fregides en mantega, sense cap salsa afegida, a l'aperitiu o entrant, per rosegar alguna cosa abans de l'àpat. Es venen a les peixateries.
Actualment les granotes es crien amb fins culinaris a Catalunya, per exemple, a les terres de l'Ebre. També se'n troben de congelades.

### Animal de laboratori

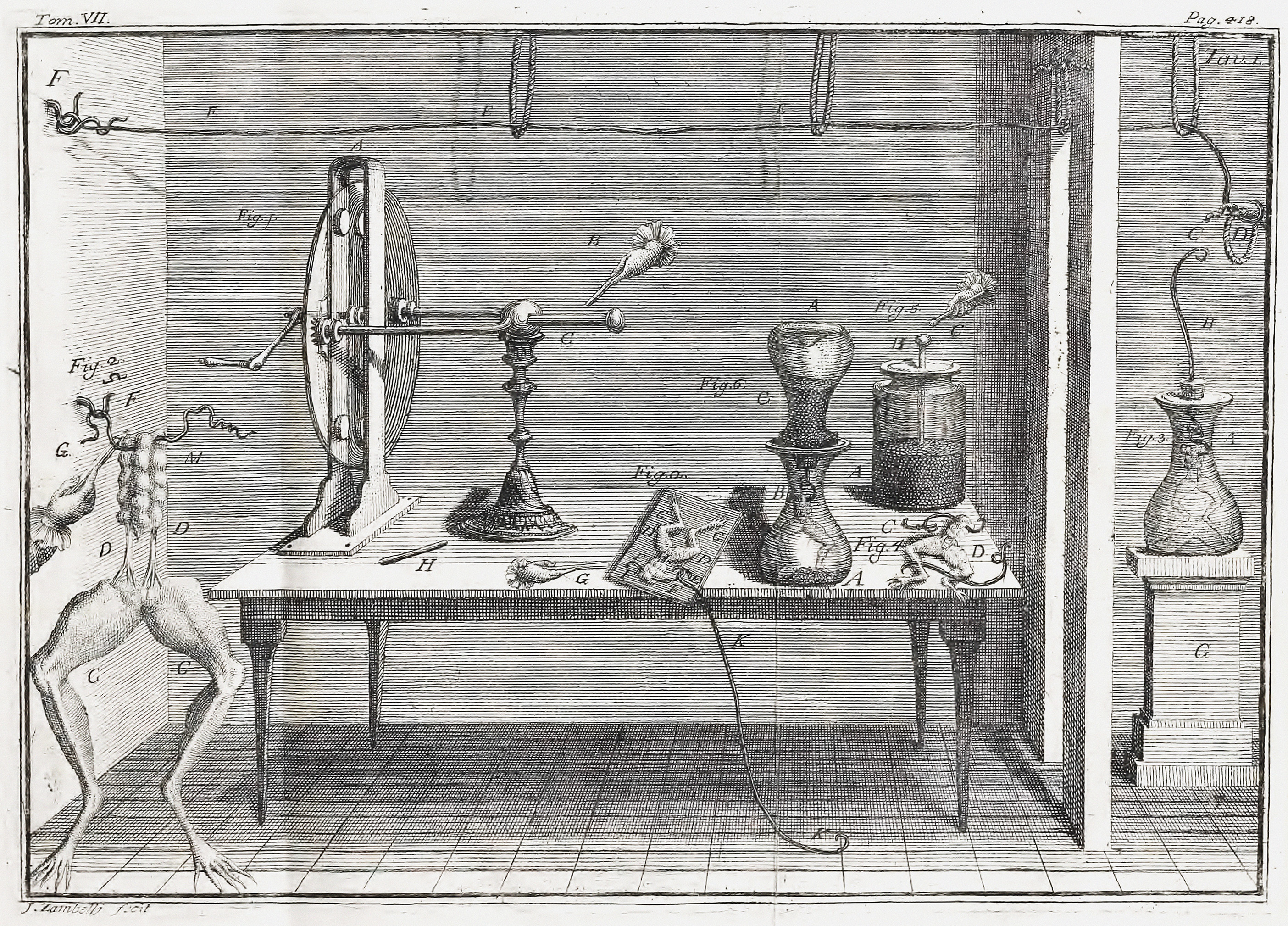
Experiment sobre descàrregues elèctriques, de Galvani

Luigi Galvani va estudiar, a finals del segle xviii, la contracció muscular sota l'acció de descàrregues elèctriques utilitzant granotes i estudiant la reacció de les seves cuixes Durant aquest mateix segle, un altre físic italià, Alessandro Volta, rival de Galvani, les utilitzava també per a les seves investigacions, que culminarien amb la invenció de la primera bateria moderna: la pila.
Actualment s'usen també a la investigació genètica, per a la qual són pràctiques perquè comparteixen un gran nombre de gens amb els humans, i en particular molts responsables de malalties típicament humanes, com per exemple el càncer, l'asma o l'artritis reumatoide, i a més tenen uns grans ovòcits, cosa que facilita l'estudi del desenvolupament embrionari i la biologia cel·lular. Hom calcula que més de la meitat dels gens humans que han estat associats a malalties genètiques tenen el seu equivalent en la granota d'ungles (Xenopus tropicalis). Aquesta granota, per exemple, té almenys 1.700 gens que tenen un equivalent en malalties típicament humanes.

### Obtenció de verí
Algunes granotes tenen verí obtingut per mitjà de la ingestió d'insectes, com per exemple, formigues, i alguns pobles indígenes sud-americans les aprofiten per extreure'n el verí i usar-lo per a puntes de sageta i dards per caçar. Actualment hi ha investigadors que estudien aquests verins per a obtenir drogues o substàncies d'ús farmacèutic, i d'altres que es dediquen a cercar aplicacions mèdiques de diversos components de la pell de les granotes.

## Producció i comerç
Segons una institució estatunidenca per a la conservació dels anfibis, al llarg de l'última dècada del segle xx, Europa va importar 6.000 tones de potes de granota, mentre que la importació als Estats Units és cinc vegades superior, així, entre els anys 1981 i 1984, els Estats Units n'importaren anualment 3.000 tones, cosa que equival aproximadament a 26 milions de granotes. No parla però del consum no importat ni de la utilització de granotes per a altres usos.

## Cultura popular
La granota ha adquirit diversos significats al llarg del temps en diverses cultures. El poble mochica de l'antic Perú venerava els animals, i sovint presentava granotes al seu art.
Diversos deus egipcis van adoptar la forma d'aquest animal, com Heget, o van acompanyar-se de granotes, com Hapy. A l'època dels faraons egipcis representaven la fertilitat, perquè hi havia moltes granotes després de la crescuda del Nil.
Als temps medievals, les granotes simbolitzaven allò lleig però amb talents ocults i així es va crear la figura folclòrica del príncep (o similar) convertit en granota, el qual un petó el podia alliberar de la forma animal (final feliç de molts contes populars). També és un animal que les bruixes aprecien, també poden anar acompanyats de gripaus. Les bruixes i els bruixots poden transformar les persones en aquest animal, o també se serveixen de les granotes com a ingredient de les seves pocions i preparacions màgiques. En general les granotes es presenten com a «bones», simpàtiques, actives i amables mentre que els gripaus són repulsius, més aviat grassos i estàtics i sobretot símbol de lletjor. És un cas arquetípicament molt rar, ja que es tracta d'un dels pocs símbols femenins (a la cultura dels Països Catalans, la granota es considera femella i el gripau mascle) que es considera, i ja des d'aquesta època, més positiu que el seu equivalent masculí.
A l'Espanya dels anys 60 i 70, la prova de l'embaràs, per saber si una dona estava en estat o no, era coneguda popularment com la «prova de la granota». La larva o nadó de granota (capgròs, en castellà, renacuajo) és un terme popular familiar que s'aplica de vegades manyagosament a un nen petit. Les potes de granota, que se solen menjar unides entre si a la pelvis, de vegades són considerades per algunes persones europees com a afrodisíaques, per la manera de menjar-les si no se separen les potes abans. Les figures en forma de granota s'usen de vegades com a decoració a parcs i jardins.
La granota ha inspirat nombrosos personatges de ficció, com per exemple la granota Gustau, reporter al programa infantil Barri Sèsam. Les granotes amb la boca oberta inspiren la concepció i fabricació de papereres i es troben en molts de jocs infantils.
La popularitat de la granota com a amfibi ha fet que en català anomenem home granota, o dona granota, a qualsevol nedador sota aigua o subaquàtic calçat amb grans aletes de goma i equipat amb escafandre autònom. També una granota és en català una peça de vestir de cos sencer, que porten per exemple els mecànics o, a la novel·la 1984, els funcionaris, feta de roba forta i d'un color sofert.
A Catalunya, aquest animal ha donat nom a un nucli del municipi de Sils (La Selva): La Granota.

## Curiositats
L'any 2008 fou declarat l'«any de la granota» per la Unió Internacional per a la Conservació de la Natura (UICN).
L'any 2010, a la Xina hi va haver dues invasions massives de granotes en menys d'una setmana. En la segona, a la ciutat de Nanquín, unes 100.000 granotes de menys de dos centímetres de longitud van envair les carreteres quan es dirigien a l'uníson cap a una mateixa direcció. Els xinesos van especular en la possibilitat que no fos una fugida prèvia a un terratrèmol.

## Gèneres
- Amolops Cope, 1865
- Babina Thompson, 1912
- Clinotarsus Mivart, 1869
- Glandirana Fei, Ye, i Huang, 1990
- Huia Yang, 1991
- Humerana Dubois, 1992
- Hylarana Tschudi, 1838
- Lithobates Fitzinger, 1843
- Meristogenys Yang, 1991
- Odorrana Fei, Ye, i Huang, 1990
- Pelophylax Fitzinger, 1843
- Pseudorana Fei, Ye, i Huang, 1990
- Pterorana Kiyasetuo i Khare, 1986
- Rana Linnaeus, 1758
- Sanguirana Dubois, 1992
- Staurois Cope, 1865